# Конрад фон Валленроде

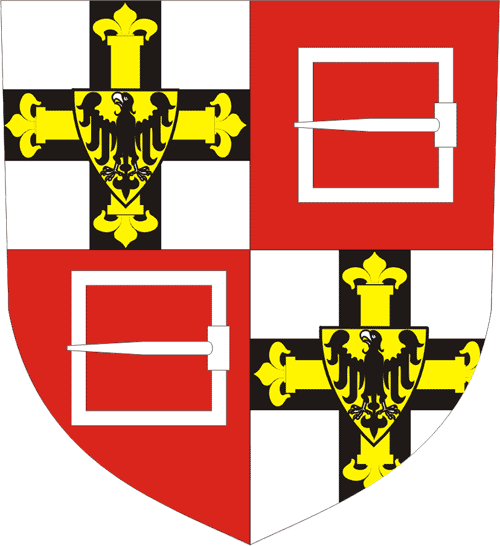
Герб великого магістра Конрада фон Валленроде

Конрад фон Валленроде (Валленрод) (нім. Konrad von Wallenrode) — 24-й великий магістр Тевтонського ордена з 1391 по 1393 рік.

## Початок служби
Походив з давнього лицарського роду з Франконії. У 1370 році вступив до Тевтонського ордену. Чотири роки був прокуратором Ілави, з 1376 року — комтур орденського дому в Христбурзі. В 1377 році Вінріх фон Кніпроде призначив Конрада фон Валленроде комтуром в Члухуві. Він став прихильником Конрада Целльнер фон Ротенштайна, майбутнім Великим магістром ордену.
Коли Конрад Целльнер фон Ротенштайн став Великим магістром ордену, то призначив Валленроде у 1382 році Маршалом ордену.
Валленроде здійснив вивчення та опис всіх доріг на тевтонсько-литовському порубіжжі, де позначались найкращі місця для привалів. Особисто очолював військові напади на Велике князівство Литовське. У 1387 році став комтуром Марієнбурга та Великим комтуром ордену.

## Великий магістр
Після смерті Конрада Целльнера фон Ротенштайна виконував обов'язки тимчасового керівника орденської держави, а на генеральних зборах ордену у Мальборку у 1391 році одностайно обраний великим магістром.
У цей час значно погіршилось зовнішньополітичне становище ордену. Підтримуючи князя Вітовта у його боротьбі проти Ягайла, Конрад фон Валленроде здійснив спільний з Вітовтом похід на Литву, захопив Вількомир, але взяти Вільно не зміг. У 1392 році Вітовт розірвав угоду з орденом та уклав угоду з Ягайлом, отримавши від нього посаду намісника у ВКЛ. Після цього Ягайло та Вітовт здійснили спільний похід проти ордену. Вітовт напав на Клайпеду та зруйнував навколишні замки, Ягайло атакував Добжинську землю. Валленроде вибив звідти польські війська і почав організовувати похід на ВКЛ, але 25 липня 1393 року раптово помер, імовірно від інсульту. Похований в замку Марієнбург.
Брат Конрада фон Валленроде, Великий маршал Тевтонського ордену Фрідріх фон Валленрод загинув в Грюнвальдській битві у 1410 році.

## В культурі
Монахи-хроністи, ненавидячи Валленроде за те, що він був недостатньо щедрий до церкви, зображали його єретиком та ворогом ордену, який зазнав заслуженої кари небес. Легенда зробила його навіть литвином, який нібито вступив до ордену, щоб відімстити йому за розорення своєї батьківщини. Таким його вивів Адам Міцкевич в поемі «Конрад Валленрод» (1828).
Згодом на основі поеми Міцкевича були написані дві опери — «Литвини» (італ. I Lituani) Амількаре Понк'єллі на лібретто Антоніо Гісланцоні (1874) та «Конрад Валленрод» Владислава Желенського. (1885).